# شینجی ایشی‌هیرا
شینجی ایشی‌هیرا (انگلیسی: Shinji Ishihira؛ زادهٔ) کارگردان فیلم اهل ژاپن است. وی از سال ۲۰۰۲ میلادی تاکنون مشغول فعالیت بوده‌است.